# Le Sieci
Le Sieci (o Sieci, già Remole) è una frazione del comune italiano di Pontassieve, nella città metropolitana di Firenze, in Toscana.

## Geografia fisica
Il paese è situato lungo le sponde del fiume Arno, nel punto in cui vi si immette l'omonimo torrente Sieci (4 km), alle pendici del poggio di Remole (249 m). Confina a nord con Molino del Piano, a est con il capoluogo comunale, a sud con la frazione di Villamagna del comune di Bagno a Ripoli, e ad ovest con la frazione di Compiobbi del comune di Fiesole.

## Storia
Il borgo di Sieci è ricordato nel XIII secolo per un luogo, detto Lucente, situato tra i possedimenti della mensa arcivescovile di Firenze nel popolo di San Martino a Sieci (oggi Molino del Piano). Il toponimo è tuttavia menzionato per indicare l'omonimo torrente già nei primi anni dell'XI secolo.
In epoca alto-medievale acquisì importanza il castello di Remole (in località detta oggi Remoluzzo), che fu confermato nel 1191 dall'imperatore Enrico VI alle monache benedettine di Sant'Ellero, affidando il patronato della pieve di San Giovanni e la sua corte a Guido Guerra, conte palatino di Toscana. Ai suoi eredi fu riconfermata da Federico II nel 1220 e nel 1247.
Il borgo di Remole nel 1833 contava 766 abitanti.
Verso la metà del XIX secolo, con l'apertura della stazione ferroviaria, la frazione iniziò a svilupparsi lungo il tracciato ferroviario, presso l'Arno a valle del castello di Remole, finendo per assumere il nome attuale "Le Sieci". Con i suoi 3 500 abitanti registrati nel censimento del 2011, Le Sieci è la frazione più popolosa del comune.

## Monumenti e luoghi d'interesse

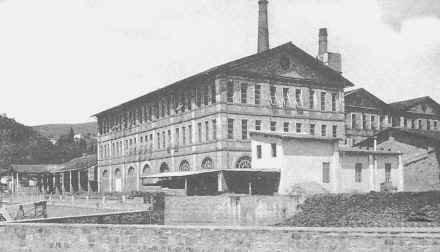
Le ceramiche Brunelleschi nel 1968

Di particolare interesse spicca la pieve di San Giovanni a Rèmole, dallo slanciato campanile che fungeva anticamente da punto di riferimento, visivo e sonoro, per i viandanti e i pellegrini lungo la via Aretina: di origine romanica (e oggi visibile in uno spoglio stile riferibile a quelle origini, dopo i restauri del 1950 che eliminarono tutti gli ornati successivi), conserva all'interno alcune pregevoli opere d'arte, tra cui una tavola molto vicina allo stile di Sandro Botticelli e una rara Madonna duecentesca. Accanto alla chiesa, discendendo verso l'Arno si può vedere una villa che ingloba un'antica torre duecentesca già dei Donati, ornata da una protome leonina del XIII secolo, del tutto simile a quelle che si vedono nella fiorentina torre degli Amidei. 
Sul questo lato dell'Arno si può trovare, poco distante, anche  l'ormai abbandonata fabbrica di ceramiche Brunelleschi, la più antica sul territorio, risalente al 1774, la chiesa dei Santi Martino e Giusto a Quona e, in località Gricigliano l'omonima villa di Gricigliano, dove ha sede il seminario internazionale dell'Istituto di Cristo Re Sommo Sacerdote, oltre alla chiesa di San Giovanni Battista a Monteloro.
Sull'altro lato dell'Arno spiccano invece le abbandonate Gualchiere di Remole, riconoscibili per le due torri merlate, e i resti del castello di Remoluzzo, sul colle che domina quest'ansa dell'Arno

## Geografia antropica
Il paese viene diviso in più rioni: il centro (Le Sieci), Le Sieci di Sotto (o I Fondacci), i Giani e Remole, nucleo storico della frazione. Il centro del paese si affaccia sulla principale piazza Albizzi.

## Economia
Presso Le Sieci si trovano le cosiddette "gualchiere di Remole", affacciate sull'Arno. Si ritiene che siano della metà del XIV secolo (dopo l'alluvione del 1333); i primi documenti sul sito risalgono invece al 1425. Rappresentano uno dei rari esempi di opificio industriale italiano appartenente al tardo medioevo. La proprietà del complesso è passata attraverso gli Albizzi, i Rucellai e i Valori, poi fu proprietà Arte della Lana (1541-1728) che, a seguito della cessazione dell'attività, passò la proprietà a Santa Maria del Fiore. Durante l'epoca napoleonica fu poi la volta della Camera di Commercio di Firenze e successivamente del Comune di Firenze che ne è proprietario dal 2009.

## Infrastrutture e trasporti
La frazione si trova posizionata lungo la strada Aretina che collega Pontassieve a Firenze ed è servita da una propria stazione ferroviaria (stazione di Sieci) sulla linea Firenze-Roma.